# Louis Vervaeke
Louis Vervaeke (* 6. Oktober 1993 in Ronse) ist ein belgischer Radrennfahrer.

## Sportliche Laufbahn
2012 schloss sich  Vervacke dem UCI Continental Team Bofrost-Steria und wechselte in der folgenden Saison zur U23-Mannschaft von Lotto-Belisol. Die beiden Etappenrennen Tour des Pays de Savoie und Giro della Valle d’Aosta beendete er auf dem 4. Rang.
Nachdem er 2014 mit dem Gesamtsieg der Ronde de l’Isard und der Tour des Pays de Savoie, wo er auch eine Etappe gewann, überzeugen konnte, wurde er im Juli vom Profiteam von Lotto-Belisol aufgenommen. In derselben Saison gewann Vervaeke dann auch noch die 7. Etappe der Tour de l’Avenir. 2015 bestritt der Belgier beim Giro d’Italia seine erste Grand Tour, musste aber auf der 16. Etappe aufgeben. 2016 beendete er die Baskenland-Rundfahrt auf dem 11. Rang der Gesamtwertung und beendete bei der Vuelta a España seine erste Grand Tour.
In den Saisons 2018 und 2019 fuhr Vervaecke für das Team Sunweb, bevor er 2021 zu Alpecin-Fenix wechselte. Seit dem Jahr 2022 fährt er für das belgische Quick-Step-Team, für das er im Jahr 2025 mit 31 Jahren seinen ersten Profisieg bei der Tour of Oman feierte.

## Erfolge
2014
- Gesamtwertung Ronde de l’Isard
- Gesamtwertung und eine Etappe Tour des Pays de Savoie
- eine Etappe Tour de l’Avenir

2021
- Bergwertung Deutschland Tour

2025
- eine Etappe Tour of Oman

## Grand-Tour-Platzierungen
| Grand Tour            | 2015 | 2016 | 2017 | 2018 | 2019 | 2020 | 2021 | 2022 | 2023 | 2024 |
| --------------------- | ---- | ---- | ---- | ---- | ---- | ---- | ---- | ---- | ---- | ---- |
| Giro d’ItaliaGiro     | DNF  | –    | –    | DNF  | DNF  | –    | 20   | –    | DNF  | –    |
| Tour de FranceTour    | –    | –    | –    | –    | –    | –    | –    | –    | –    | DNF  |
| Vuelta a EspañaVuelta | –    | 89   | –    | –    | –    | –    | –    | 58   | 33   | 59   |